# 寺井文孝
寺井 文孝（てらい ふみたか、1978年10月26日 - ）は、日本の俳優。本名同じ。神奈川県藤沢市出身。ケイダッシュ所属。
=

## 出演

### テレビドラマ
- BOSS 第10・最終話（2009年6月18日・25日、フジテレビ） - テロリスト 役
- 刑事一代 平塚八兵衛の昭和事件史（2009年6月20日・21日、テレビ朝日） - 池谷二郎巡査 役
- ROMES/空港防御システム 第1話（2009年10月15日、NHK） - 金村宣良 役
- 行列48時間（2009年10月16日 - 11月27日、NHK） - 小椋刑事 役
- アンタッチャブル〜事件記者・鳴海遼子〜 第3話（2009年10月30日、テレビ朝日） - 警官 役
- まっつぐ〜鎌倉河岸捕物控〜 第1・2・10 - 12話（2010年4月17日・5月1日・7月17日 - 8月7日、NHK） - 伝次 役
- 女帝 薫子 第7・8話（2010年6月6日・13日、テレビ朝日） - ヤクザ 役
- NHKスペシャル（NHK）
  - 15歳の志願兵（2010年8月15日）
  - 緒方貞子 戦争が終わらない この世界で（2013年8月17日）
- 大河ドラマ 龍馬伝 第42話（2010年10月17日、NHK） - 中谷秀助 役
- 土曜ワイド劇場（テレビ朝日）
  - おとり捜査官・北見志穂15（2011年4月9日）
  - 私は代行屋! 晴子の事件推理（2012年8月18日） - 岩崎遼平 役
  - おとり捜査官・北見志穂17（2013年6月8日）
- 愛・命 〜新宿歌舞伎町駆け込み寺〜（2011年12月17日、テレビ朝日）
- 特命係長 只野仁 ファイナル 第1夜（2012年1月6日、テレビ朝日）
- はつ恋 第1・4・5話（2012年5月22日・6月12日・26日、NHK）
- VISION-殺しが見える女- 第4話（2012年8月2日、読売テレビ） - 猿谷満 役
- 赤川次郎原作 毒<ポイズン> 第4話（2012年10月25日、読売テレビ） - 森永刑事 役
- 水曜ミステリー9 監察医・篠宮葉月 死体は語る13（2013年6月19日、テレビ東京） - 歌川守 役
- 金曜プレステージ 十津川捜査班7（2013年6月21日、フジテレビ）
- 酔いどれ小籐次 第2話（2013年6月28日、NHK BSプレミアム）
- 医龍4-Team Medical Dragon- 第3話（2014年1月23日、フジテレビ） - 中林伸二 役
- 匿名探偵 第6話（2014年8月15日、テレビ朝日） - 大平記者 役
- ほっとけない魔女たち 第16話（2014年9月22日、東海テレビ） - 横田 役
- 子連れ信兵衛（2015年11月13日 - 12月18日、NHK BSプレミアム） - 万平 役
- ドラマスペシャル 最上の命医2016（2016年2月10日 テレビ東京） - 石川保 役
- ドラマスペシャル 望郷「雲の糸」（2016年9月28日、テレビ東京） - 司会者 役
- ドクターX〜外科医・大門未知子〜（2016年） - 中間大喜 役
- 人形佐七捕物帳 (2016年のテレビドラマ)（2017年） - 磯貝秋帆 役
- 科捜研の女 第5話（2017年11月16日） - 八坂重和 役
- ハケンのキャバ嬢・彩華 第8話（2017年12月4日、朝日放送[注釈 1]） - 宮地 役
- 大富豪同心（2019年5月 - 7月、NHK BSプレミアム / 10月 - 、NHK総合） - 玉木弥之助 役
- 風の市兵衛 SP（2020年） - 甲吉
- 月曜プレミア8 「越境捜査」（2020年） - 森脇康則

### WEBドラマ
- ハケンのキャバ嬢・彩華 第8話（2017年11月27日、AbemaTV[注釈 1]） - 宮地 役

### テレビ
- ルビコンの決断（2009年4月、テレビ東京）

### 映画
- 沈まぬ太陽（2009年10月24日、東宝）
- それでも花は咲いていく「ヒヤシンス」（2011年5月7日、ケイダッシュステージ / リンクライツ） - 警官B 役
- はやぶさ 遥かなる帰還（2012年2月11日、東映） - 伊藤 役
- 忍道-SHINOBIDO-（2012年2月4日、ジョリー・ロジャー） - 柿里丹治 役
- キリン（2012年3月3日、インターフィルム）
- 11・25自決の日 三島由紀夫と若者たち（2012年6月2日、若松プロダクション / スコーレ） - 全共闘C 役
- 許されざる者（2013年9月13日、ワーナー・ブラザース映画）
- 喜劇 愛妻物語（2020年、バンダイナムコアーツ）

### 舞台
- 文学座
  - 三人姉妹 （2005年4月）
  - なぜか青春時代 （2005年7月）
  - 二十世紀少年少女唱歌集 （2005年10月）
  - 家を出た （2005年12月）
  - 少女仮面 （2006年5月）
  - 二号 （2006年8月）
  - 天保十二年のシェイクスピア （2006年11月）
  - 萩家の三姉妹 （2007年2月）
- 椿組
  - 「なつのしま、はるのうた」（2007年3月）
  - 「新宿ジャカジャカ〜その日、ギターは武器になったのか〜 」（2009年7月）
- エアースタジオ
  - 「オサエロ」 （2008年5月、スペース・ゼロ）
  - 「KEIKI〜夏目漱石推理帳〜」（2008年10月）
  - 「TOKYO ZOOM II」 （2008年11月）
  - 「MOTHER マザー〜特攻の母 鳥濱トメ物語〜」 （2009年12月、新国立劇場）
- 東京深夜舞台
  - 第二回公演 「相田・ブルースG・P-吉祥寺ポエム戦争-」 （2008年7月）
  - 第三回公演 「銀行強盗前夜 THE STAGE」　（2009年1月）
  - 第四回公演 「ドント・ルック・バック・イン・アンガー」 （2009年4月）
  - 第五回公演 「未来タクシー」 （2009年8月）
  - 第六回公演 「東京想い出銀行」 （2010年1月）
- 松本清張生誕100年記念「黒革の手帖」 （2009年5月、明治座）
- 「明日の幸福」（2010年11月、ブディストホール）
- ジーパンズ第3回公演「ひとひらの犯罪」（2011年2月）